# Mosaïque du combat de l'Amour et de Pan
La Mosaïque du combat de l'Amour et de Pan dite parfois Mosaïque Cassaire est une mosaïque gallo-romaine de grandes dimensions, découverte à Lyon en 1670, montée du Gourguillon. Pendant un temps, c'est la plus célèbre mosaïque romaine d'Europe connue. Acquise par la ville de Lyon en 1820, elle est extraite, restaurée et exposée au musée des Beaux de Lyon, puis au musée lugdunum. Au centre d’un décor géométrique, elle présente dans un médaillon la lutte entre le désir sauvage du dieu Pan et l'Amour, personnifié par Éros.

## Découverte et interprétation
La mosaïque est découverte par hasard lors de travaux dans la vigne du pharmacien Vidal Cassaire, correspondant au 33 montée du Gourguillon, à cinq ou six pieds de profondeur, en 1670 ou en 1676. Le premier auteur qui la décrit et en fait une gravure, Jacob Spon, indique dans deux publications de 1683, l'une en français, l'autre en latin, ces deux dates différentes. À l'époque, la découverte d'une figuration antique constitue une première, et Jacob Spon hésite sur l'identification des personnages : le dieu Mercure / Hermès ou Terme, divinité des bornages et des limites, Cupidon ou un Genius, un Satyre ou le dieu Pan, Sylvanus, dieu des champs et du bétail. La compréhension de la scène lui inspire plusieurs hypothèses : le Genius invite le Satyre à venir adorer Mercure, Genius et Sylvanus imposent au Satyre de rendre hommages aux bornes dont ils sont les gardiens, ou peut-être le tableau montre la toute puissance de l'Amour. Le jésuite Claude-François Ménestrier propose en 1696 une interprétation plus simple et morale de la scène : l'opposition entre « le combat de l'amour lascif et de l'amour honnête », Hermès étant la partie supérieure de l'âme et l'étude des bonnes lettres, Sylvanus figurant le travail corporel, deux moyens de réprimer l'amour lascif suscité par l'oisiveté.
Amputée sur une bordure par la construction d’un mur, la mosaïque est abritée sur place par une voûte et montrée par le propriétaire. Puis ce local est transformé en cellier et encombré de tonneaux de vin, ce qui contribue à la détérioriation progressive de son pavement. À la suite de l'intervention du directeur du musée des Beaux-Arts de Lyon François Artaud, elle est rachetée par la ville de Lyon en 1820. Enlevée et restaurée en 1821 par le mosaïste Francesco Belloni qui reconstitue des parties manquantes, elle est exposée au musée des Beaux-arts de Lyon en mai 1822. François Artaud donne dans la notice de présentation son titre définitif : « Combat de l'Amour et du dieu Pan ».

## Description

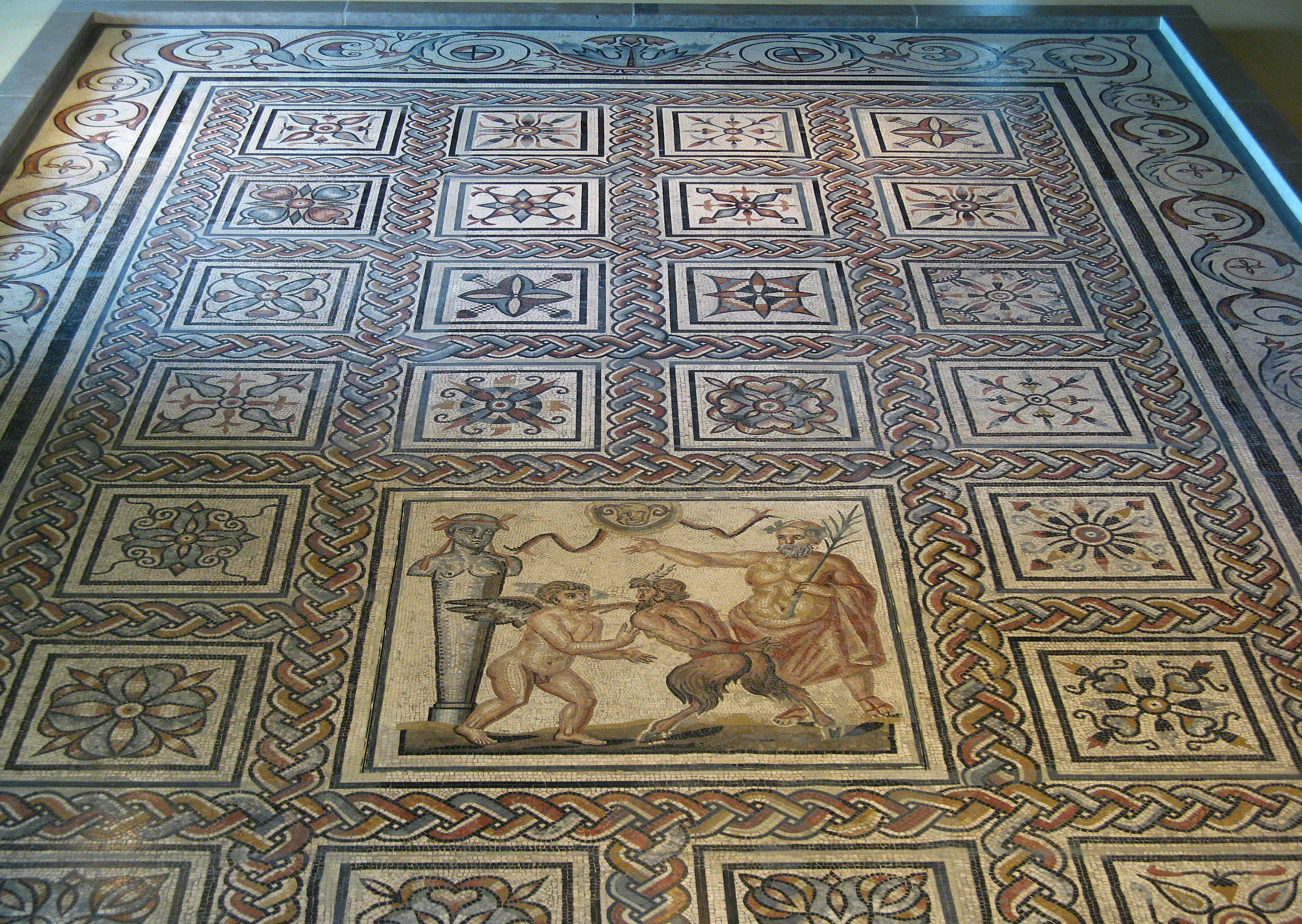
Mosaïque du combat de l'Amour et de Pan. Vue partielle. Musée Lugdunum.

La thématique décorative la plus fréquente des mosaïques du Haut Empire est l'univers dionysiaque, ici représenté par Éros, Pan et Silène, père adoptif de Dionysos. Cet épisode mythologique se retrouve dans d'autres mosaïques à Lyon, à Vienne et en Italie, il symbolise la lutte entre le désir sauvage du dieu Pan et l'amour civilisé, personnifié par Éros.
La mosaïque mesure 8,57 × 4,07 m. Elle est constituée de tesselles de pierre et de marbre de 1 cm de côté, plus fines pour le tableau central.
L’ensemble est en forme d’échiquier entouré d'une frise de rinceaux. Il comprend 36 cases délimitées par un entrelacs à trois brins, avec un motif central qui occupe l’équivalent de quatre carrés. Chacun des carrés est orné d’un fleuron. Toutefois, certains motifs ont été répétés, voire inventés par le restaurateur, et la composition ne présente donc que vingt-deux motifs différents.
Le motif central de 1,19 m de côté. Il représente l’Amour ailé et Pan, debout face à face en position de pugilistes avant la prise. Pour équilibrer la joute, Pan a comme handicap le bras gauche attaché dans le dos par une ceinture rouge. Derrière Amour, un hermès  couronné de bandelettes observe le duel. Derrière Pan, Silène se tient en arbitre, demi nu et drapé dans un himation, tenant à la main la palme destinée au vainqueur. La scène est surplombée par une tête de bélier avec des bandelettes. Le pilier soutenant l’hermès, les jambes de l’Amour, le bas de la jambe de Pan et le sol ont été refaits lors de la restauration.

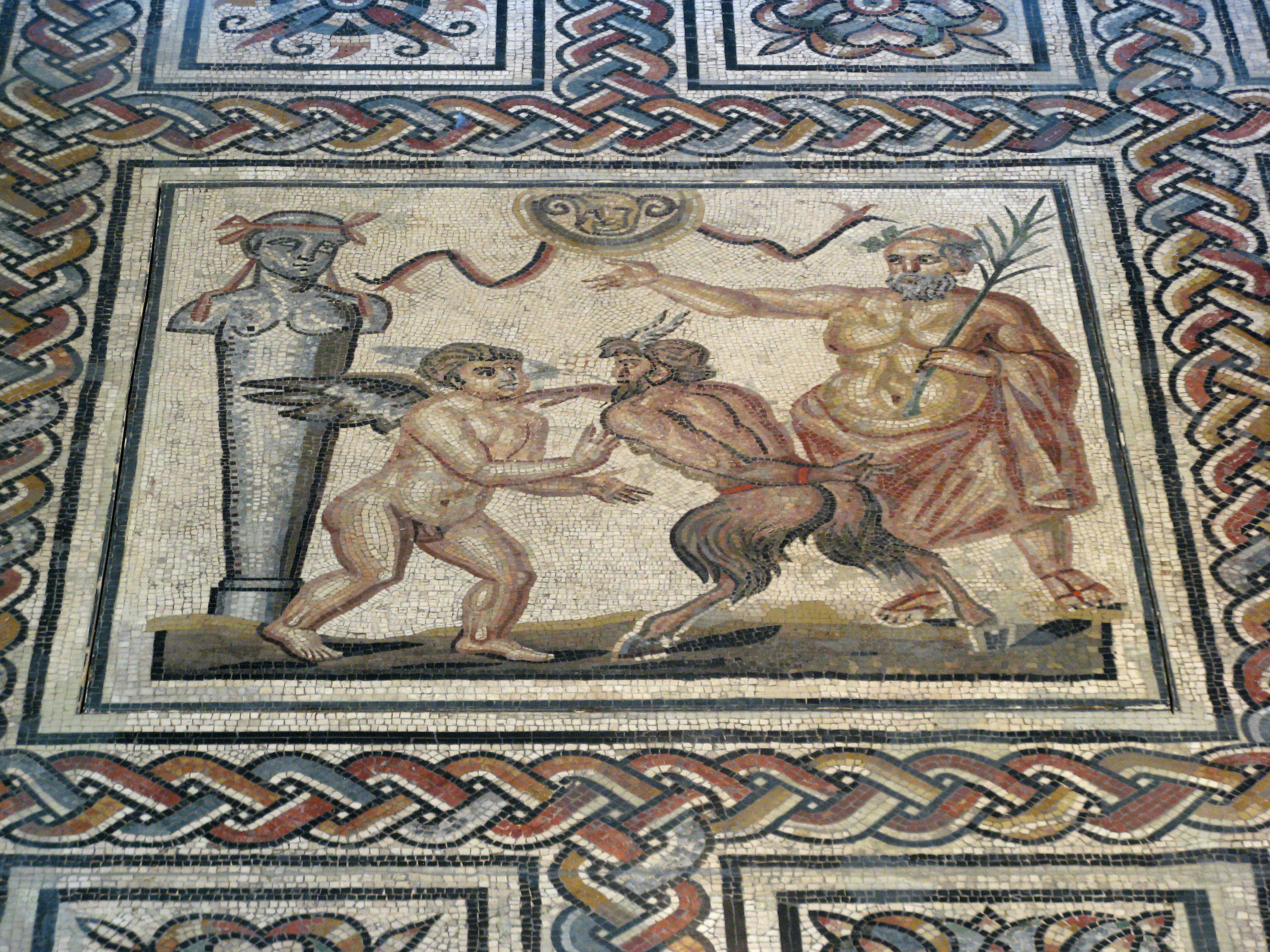
Motif central, le face-à-face. Musée Lugdunum.

### Ouvrages anciens
- de Colonia, Antiquitez de la Ville de Lyon, avec quelques singularitez remarquables présentées à Monseigneur le Duc de Bourgogne, suivi de : Dissertation sur un Monument antique découvert à Lyon en 1704, Lyon, Chez Amaulry, et Pascal, Libraires / Chez Thomas Amaulry, 1701, p. 80-83 : gravure.
- François Artaud, Histoire abrégée de la peinture en mosaïque, suivie de la description des mosaïques de Lyon et du midi de la France. [Suivi de :] De l'exécution des pavés en mosaïque des Anciens et des procédés pour les enlever sans accident ; Matériaux pour les cubes ou dés des mosaïques ; Procédés pour enlever les mosaïques, Lyon, Imprimerie de Gabriel Rossary, p. 56, pl. V.
- Ambroise Comarmond, Description des Antiquités et Objets d'Art contenus dans les salles du Palais-des-Arts de la Ville de Lyon, Lyon, Imp. de F. Dumoulin, 1855-1857, p. 687-690.

### Ouvrages modernes
- Musée de la Civilisation gallo-romaine à Lyon : guide, Lyon, Association des Amis du Musée de la Civilisation gallo-romaine, 1976, p. 27, illustration
- Catherine Balmelle et Jean-Pierre Darmon, La mosaïque dans les Gaules romaines, Paris, Picard, novembre 2017, 360 p. (ISBN 978-2-7084-1031-2). .
- Philippe Fabia, Mosaïques romaines des musées de Lyon, Lyon, 1923 (lire en ligne). .
- Capucine Lemaitre, La conservation des mosaïques. Découverte et sauvegarde d'un patrimoine (France 1800-1914), Presses Universitaires de Rennes, 2008, p. 180-181, illustration.
- Jacques Lasfargues, Des objets qui racontent l’histoire. Lugdunum, EMCC, 2008 (1re éd. 1998), p. 98-99.
- Capucine Lemaitre, La conservation des mosaïques. Découverte et sauvegarde d'un patrimoine (France 1800-1914), Presses Universitaires de Rennes, 2008, p. 84-88.
- Anne-Catherine Le Mer et Claire Chomer, Carte archéologique de la Gaule, Lyon 69/2, Paris, Académie des inscriptions et belles-lettres, 2007, 883 p. (ISBN 978-2-87754-099-5 et 2-87754-099-5), . 320, n° 115, Fig. 213.
- Henri Stern, Recueil général des mosaïques de la Gaule : Province de Lyonnaise, vol. 2, Centre National de la Recherche Scientifique, coll. « Supplément à Gallia » (no X), 1967. .
- Hugues Savay-Guerraz, Lugdunum-Musée & théâtres romains : parcours dans les collections, Lyon, Libel, 2023, 188 p. (ISBN 978-2-491924-43-0). .

### Article
- Philippe Fabia, « Les mosaïques romaines des musées de Lyon. II Mosaïque Cassaire (Lutte de l'Amour et de Pan) », Revue du Lyonnais, no 5,‎ 1922, p. 39-61.